# Centralna Agencja Fotograficzna
Centralna Agencja Fotograficzna (CAF) – powstała w Warszawie w 1951 roku, w ramach RSW „Prasa-Książka-Ruch” w wyniku połączenia oddziałów fotograficznych Agencji Publicystyczno-Informacyjnej (API) i Agencji Robotniczej i Filmu Polskiego. W PRL CAF była jedyną agencją udostępniającą prasie serwis fotograficzny. W 1991 roku weszła w skład Polskiej Agencji Prasowej.
Bogate zbiory fotografii CAF, szacowane na około 16–18 milionów klatek, częściowo zdigitalizowane znajdują się w bazach fotograficznych PAP, negatywy zaś przechowywane są w Narodowym Archiwum Cyfrowym.